# Orchestre Lamoureux
 (décembre 2023).
L’Orchestre Lamoureux est un orchestre symphonique français, basé à Paris. Il a longtemps joué à la salle Pleyel, mais aussi au théâtre des Champs-Élysées, à la salle Gaveau et au théâtre du Châtelet.
Fondé en 1881 par Charles Lamoureux sous le nom de Société des nouveaux concerts, il a d’abord été créé pour promouvoir une musique nouvelle auprès d’un large public, en particulier celle de Richard Wagner.
Fort de cet héritage, l’Orchestre Lamoureux s’est ensuite spécialisé dans la musique française, dont il est aujourd’hui l’un des plus grands représentants. Créateur de plusieurs des œuvres majeures du répertoire français (Le Boléro dans sa version concert et le Concerto en sol de Maurice Ravel, La Mer de Claude Debussy, España d'Emmanuel Chabrier, etc.), il perpétue cette tradition de répertoire.
Orchestre associatif depuis 1897, il est reconnu d’utilité publique depuis 1961. Il est subventionné par la DRAC Île-de-France et la mairie de Paris, et reçoit le soutien de mécènes.
L’orchestre recrute ses musiciens titulaires sur concours parmi les professionnels de la musique et compte à ce jour 89 membres.

## La naissance de la Société des Nouveaux Concerts
Au lendemain de la défaite de Sedan, la vie musicale parisienne connaît un élan nationaliste. Camille Saint-Saëns et Romain Bussine créent la Société Nationale, dont la devise, Ars Gallica, souligne la volonté de favoriser une musique française. Mais leur but est aussi de promouvoir la musique symphonique, souvent oubliée face à la musique de chambre des salons. Après la Société des concerts du Conservatoire, fondé en 1828, Jules Pasdeloup inaugure en 1861 ses Concerts populaires, orchestre associatif parisien qui cherche à élargir le public de la musique classique. En 1873, c’est au tour de Georges Hartmann de créer le Concert national, à la tête duquel il engage Édouard Colonne.

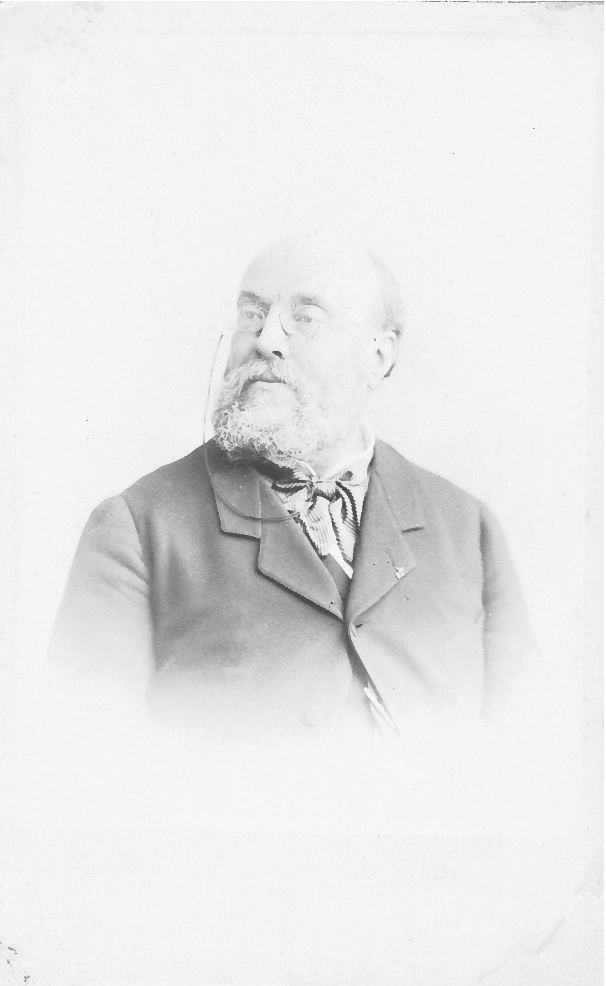
Portrait de Charles Lamoureux (Archives de l'association)

Fondé en 1881, la Société des Nouveaux Concerts est ainsi le quatrième orchestre symphonique de la capitale. Comme l’Orchestre Pasdeloup et l’Orchestre Colonne, son histoire est profondément liée à celle de son premier chef, Charles Lamoureux.
Né à Bordeaux en 1834, il fait ses études au Conservatoire de Paris où il obtient un premier prix de violon en 1854. Il forme en 1860 avec Édouard Colonne au deuxième violon, Pierre Adam à l'alto et Louis-Marie Pilet au violoncelle, le Quatuor Lamoureux, société de musique de chambre, pour faire connaître le répertoire romantique allemand. Il est violoniste chez Pasdeloup, avant de décider qu’il lui faut un orchestre permanent pour défendre la musique qui lui tient le plus à cœur. Il peut réaliser son projet en partie grâce à son mariage en 1860 avec Marie-Pauline Mussot, la fille du Docteur Pierre, industriel du dentifrice.

### Charles Lamoureux et Richard Wagner
Le but de Charles Lamoureux est de promouvoir la musique de son époque. Charles Lamoureux choisit Wagner. Décidé à faire connaître la musique du géant de Bayreuth (où il a fait plusieurs pèlerinages), il est entre autres à l’origine de la création française de Lohengrin (1891) et de Tristan et Isolde (1899) à l’Opéra de Paris. C’est avec son orchestre qu’il produit la première audition française de la version de concert de Lohengrin (30 avril 1887).

#### La création du premier acte deTristan et Isoldede Richard Wagner
C'est au théâtre du Château-d'Eau que furent exécutés pour la première fois par l’Orchestre Lamoureux sous la direction de Charles Lamoureux le premier acte de Tristan et Isolde, le 2 mars 1884. Charles Lamoureux écrit dans la note de programme :
« Au moment de faire connaître en France une des œuvres les plus célèbres et les plus hardies de Richard Wagner, il ne sera pas inutile de donner aux habitués de mes concerts un aperçu des raisons qui m'ont déterminé à tenter cette entreprise. De l'aveu même de Richard Wagner, Tristan et Isolde est l'expression la plus fidèle et la plus vivante de ses idées théoriques. Malgré leur très haute valeur, les partitions du Vaisseau fantôme, de Tannhäuser et de Lohengrin ne sont, en effet, que les essais d'un génie ignorant encore sa prodigieuse audace. La part de la convention y est considérable et Wagner n'hésite pas à l'avouer. Dans Tristan son idéal s'est clairement dégagé, et l'art nouveau, dont il a été le fondateur et l'apôtre, s'y affirme avec une sincérité qui n'admet pas de transaction. Si la partition de Tristan nous apporte la forme dernière et définitive de l'art de Wagner, on peut dire que, d'un autre côté, c'est son œuvre la plus théâtrale. Tout ceci étant exposé sans réticences, on se demandera, comme je me le suis demandé moi-même, s'il n'est pas téméraire de faire entendre au concert une partition qui réclame si impérieusement l'illusion de la scène. Je répondrai tout d'abord que j'ai eu confiance dans l'esprit ouvert et tolérant de mes compatriotes. J'ai compté, je l'avoue, qu'ils arriveraient à suppléer par un effort de leur imagination à l'absence de l'illusion scénique. Cet effort, je tâcherai de le seconder, autant qu'il est en mon pouvoir, par un programme détaillé, sur lequel on pourra suivre, pas à pas, les mouvements de la scène. Je considère donc l'audition que je donne comme une sorte de répétition de la musique (abstraction faite du travail de la mise en scène), répétition à laquelle le public serait admis par une exception toute spéciale. Une deuxième raison, et celle-là à mes yeux est décisive, c'est que, dans l'état actuel de notre théâtre musical, on ne peut prévoir à quel moment les conceptions dramatiques de Wagner — je parle bien entendu de celles de la dernière manière — trouveront une interprétation digne d'elles, sur l'une de nos grandes scènes parisiennes. Il faut bien alors qu'on se risque à les donner au concert. Si jamais tragédie, dit M. Edouard Schuré, fut écrite pour la scène, c'est Tristan et Isolde. Chaque geste y parle, chaque mot y agit. Tout y est plastique, ramassé en peu de paroles; mais d'autant plus puissante déborde dans la musique la vie torrentielle qui l'anime : verbe et mélodie se mêlent impétueusement dans le grand flot de l'harmonie, dans le fort courant de l'action. C'est pour ces motifs que je me suis décidé à faire entendre le premier acte de Tristan et Isolde aux habitués de mes séances musicales. Si cet essai réussit, comme j'ai lieu de l'espérer, je me propose de poursuivre l'expérience et de faire connaître successivement les grandes compositions d'un maître, dont on a pu discuter les réformes audacieuses, mais dont tout le monde, aujourd'hui, s'accorde à reconnaître l'incontestable génie. »
C’est à l’occasion de ce concert que Claude Debussy, spectateur régulier des concerts Lamoureux, découvre Richard Wagner.

#### La création de la version concert deLohengrinde Richard Wagner

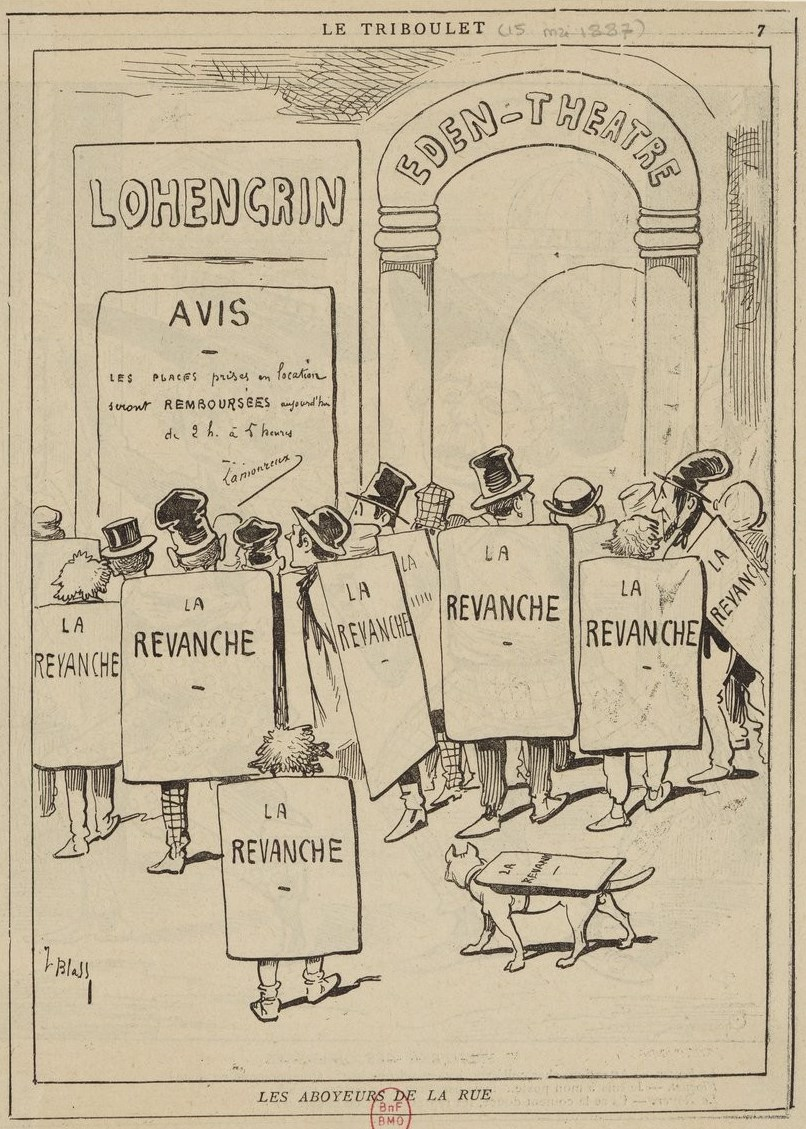
Les hommes-sandwich de La Revanche après les manifestations contre Lohengrin (J. Blass, Le Triboulet, 15 mai 1887).

Charles Lamoureux avait déjà donné une preuve de son admiration pour Richard Wagner en interprétant avec son orchestre des fragments des œuvres de ce dernier. Mais ces œuvres fragmentées lui paraissaient insuffisantes pour accuser le relief de ces opéras composés pour la scène.
Impossible de songer à un théâtre machiné comme celui de Bayreuth. À défaut, Charles Lamoureux se tourne vers l'Éden (actuel Athénée Théâtre Louis-Jouvet). Il trouve pour l'aider un jeune compositeur de premier ordre, Vincent d'Indy. Ce dernier met en place quarante-six répétitions de chœurs au foyer, six répétitions d’ensembles, vingt répétitions en scène au piano, cinq avec orchestre et deux répétitions générales. Tout marchait donc à souhait, jusqu’à l'affaire Schnæbelé du 20 avril 1887, qui tend les relations de la France avec l’Allemagne. Cette affaire vient subitement arrêter tous les travaux de Lamoureux, d’autant plus que beaucoup de nationalistes complotent pour l’interdiction de Lohengrin à l’Eden.
Malgré tout, Charles Lamoureux parvient à monter la version de concert Lohengrin, qui voit le jour pour la première fois en France le 3 mai 1887. Cette représentation amena bien des conversions à la musique de Wagner, et fit dire à un critique : « Rien n'est changé en France; il n'y a qu'un chef-d'œuvre de plus. »
Mais l’affaire prend des proportions inquiétantes, Charles Lamoureux gardant même un pistolet à portée de main après avoir reçu des lettres de menaces. On accuse le chef d’orchestre de trahison envers son pays, puis de cupidité et de mercantilisme. Sous l'impulsion de Louis Peyramont, rédacteur en chef de La Revanche, des manifestations s’organisent aux abords du théâtre de l'Éden le soir du 3 mai, mais aussi le soir du 4 mai, cette dernière manquant de se terminer par une attaque de l’Ambassade d’Allemagne. Les slogans sont explicites : « À bas Lamoureux », Vive la France », « À bas la Prusse ».
Toutes ces démonstrations déterminèrent Lamoureux à abandonner la partie : « J’y renonce, je suis à bout, je casse mon bâton de chef d’orchestre », lit-on le 8 mai dans une entretien.
Malgré tout, cette polémique autour de Lohengrin aura permis à Richard Wagner d’avoir une visibilité sans précédent parmi le public français, et ce bien plus que si l’œuvre avait été représentée plusieurs fois comme prévu. Après 1887, chaque mélomane se devait d’avoir un avis sur l’œuvre, et donc de l’avoir entendue.

### Charles Lamoureux et la musique française
Charles Lamoureux ne délaisse pas pour autant ses contemporains français, dont il crée les œuvres nouvelles avec son orchestre : Franck (Les Éolides, 1882), d'Indy (Saugefleurie, 1885, le Chant de la cloche, 1886, Symphonie sur un chant montagnard français, 1887, Wallenstein, 1888 etc), Chausson (Viviane, 1888), Fauré (Pavane, 1888)… Il touche également le répertoire romantique allemand, avec les symphonies de Beethoven, Mendelssohn et Schumann. Il dirige la première française de Don Juan de Richard Strauss (1891), la Symphonie n.3 ou encore le Concerto pour violon de Brahms (respectivement 1893 et 1894).
C’est aussi Charles Lamoureux et son orchestre qui créent España de Chabrier, le 4 novembre 1883. Le compositeur, ami du chef, lui avait en effet promis à son retour d’Espagne une œuvre qui ferait se lever et s’embrasser son public ! La Société des Nouveaux Concerts créera également entre autres œuvres de Chabrier La Sulamite (1885) et Briséïs (1897).

### L'essor de la Société des Nouveaux Concerts

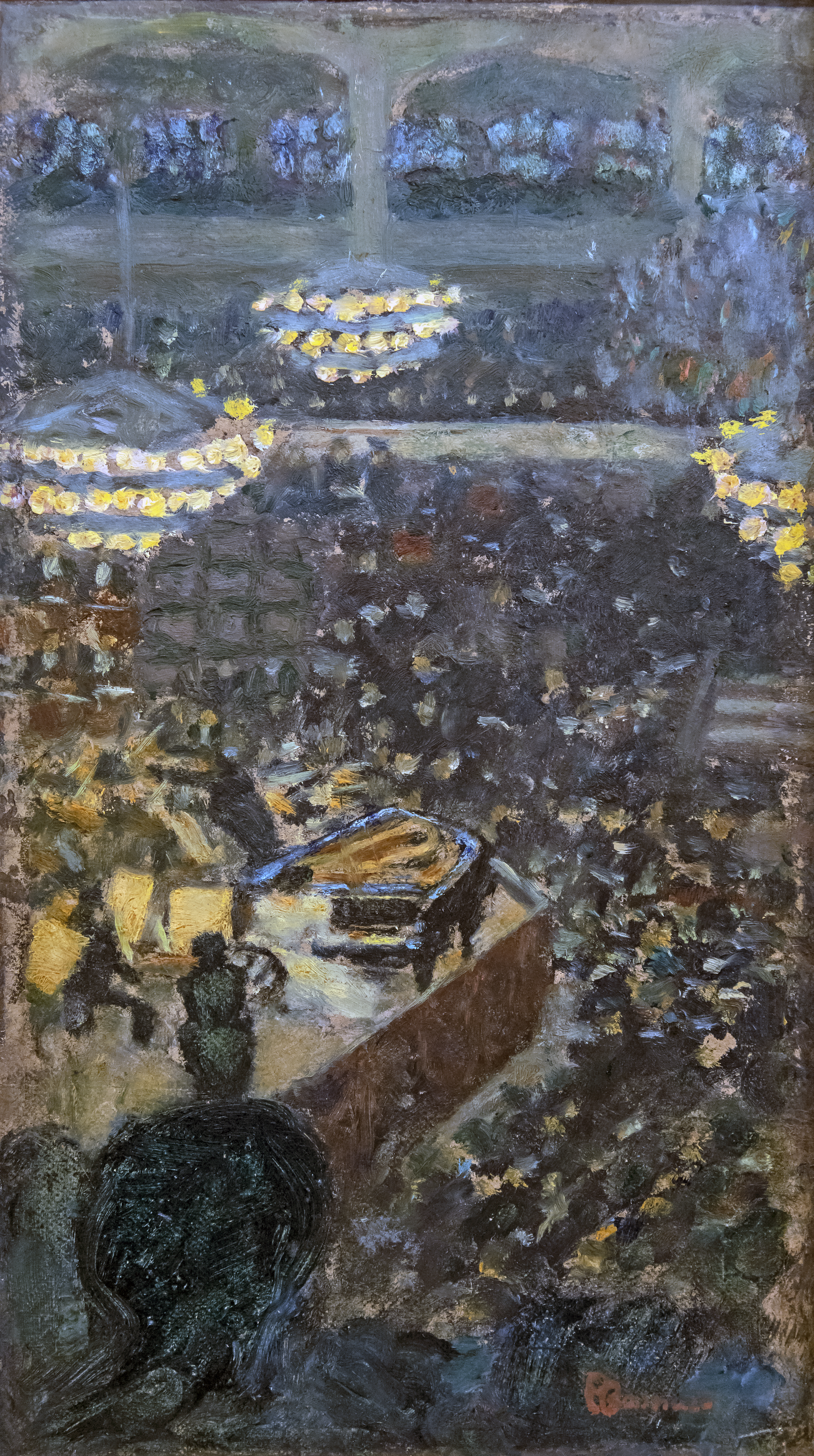
Le concert Lamoureux 1895 Pierre Bonnard.

La Société des Nouveaux Concerts connaît un essor rapide. Dès 1887, l’Orchestre est demandé à Lille et à Genève, déplacements dont il fera une tournée traditionnelle. En 1889, il participe aux concerts de l’Exposition Universelle au Trocadéro à Paris.
Charles Lamoureux est à la tête de son orchestre de 1881 à 1897. Sa personnalité et son enthousiasme lui permettent de surmonter les obstacles, et il parvient à s’entourer des meilleurs musiciens : Lucien Capet, Firmin Touche, Jules Boucherit ou Joseph Salmon. C’est également à lui que s’adressera le jeune Pablo Casals en 1899 à son arrivée en France et cherchant à se faire connaître. Grâce à la Société des Nouveaux Concerts, le violoncelliste devient en quelques mois une star internationale.
Charles Lamoureux ne cédera pas sa baguette en seize ans, formant l’Orchestre à son image. Lorsqu’il est contraint de se retirer par la maladie, c’est son gendre, Camille Chevillard, qui lui succède en novembre 1897. L’Orchestre devient alors une association, bientôt régie par la loi de 1901, et prend le nom de son fondateur : Association des Concerts Lamoureux.

## 1897-1923 Camille Chevillard, les créations mythiques de l'Association des Concerts Lamoureux

### Dans la tradition de Charles Lamoureux
Camille Chevillard, pianiste de formation, ne sera le véritable maître de l’Orchestre qu’à la mort de son beau-père, en 1899. Il reprend cependant le maître mot du fondateur des Concerts Lamoureux : faire entendre au public des chefs-d’œuvre mal connus d’hier et d’aujourd’hui. Il entreprend ainsi des cycles sur le thème des symphonies de Beethoven (en 1901, puis 1902-1903) ou de Schumann (1902-1903). Il est également le promoteur de la nouvelle génération : Debussy (Trois Nocturnes, 1901, La Mer, 15 octobre 1905, L’Enfant prodigue, 1908), Fauré (Pelléas et Mélisande, 1901 ; Dolly dans l’orchestration de Rabaud, 1907), Ravel (Les Valses nobles et sentimentales, 1912, Daphnis et Chloé en version concert, 1913), Schmitt (Le Palais hanté, 1905, Musique en plein air 1906, etc.), ou Albéric Magnard. Du côté de la musique étrangère, Camille Chevillard est à l’origine des premières auditions françaises d’œuvre comme les Variations Enigma d’Elgar (1905), les Chants du compagnon errant de Mahler (1905), la Symphonie du Nouveau Monde de Dvorák (1906), les Variations sur un thème de Haydn de Brahms (1907) ou la Mort et Transfiguration de R. Strauss (1904).
Contrairement à Charles Lamoureux, Camille Chevillard cède régulièrement sa place de chef à des invités. Ainsi dirigeront l’Orchestre Lamoureux Weingartner, Mottl ou Richard Strauss. Ils amènent avec eux les œuvres de Berlioz, Liszt, ou encore Chabrier. À partir de 1900, ce sera Winogradsky (pour l’Exposition Universelle), Henry Wood (1900), Siegfried Wagner (1903), Pietro Mascagni (1905), Paul Vidal, Vincent d’Indy et André Messager (entre autres) qui viendront diriger ponctuellement des Concerts Lamoureux.
La Première Guerre mondiale interrompt brutalement l’essor de l’Orchestre. La mobilisation des hommes réduit considérablement son effectif, et l’oblige à fusionner avec les Concerts Colonne. De décembre 1914 à octobre 1919, Camille Chevillard et Gabriel Pierné dirigent alternativement cette formation.
La guerre finie, Camille Chevillard, qui est aussi directeur musical à l’Opéra et professeur au Conservatoire, cherche à se trouver un successeur. C’est à l’initiative de quelques musiciens qu’il rencontre Paul Paray. Ce dernier dirige son premier concert en février 1920, et est élu second chef à l’unanimité huit jours plus tard, Camille Chevillard restant président-chef d’orchestre jusqu’à sa mort en 1923. Ce statut ne fut d’ailleurs pas seulement honorifique, puisqu’il créa pendant ses dernières années Rêves de Schmitt (1918), La Valse de Ravel (1920), Choral de Koechlin (1921), Prières de Caplet (1922) et Deux Psaumes de Lili Boulanger (1923).

### L'Apprenti sorcierde Paul Dukas
L'Apprenti sorcier de Dukas (1899), créé le 5 février 1898 par Louis Diémer et Alfred Cortot à la Société nationale, attend la consécration : il faut qu’un des grands orchestres nationaux programme l’œuvre pour la faire connaître au public et aux critiques. En septembre 1898, Charles Lamoureux envoie une lettre aux éditions Durand, éditeur de la partition :
« J’ai le projet de mettre à l’étude pour un prochain concert L'Apprenti sorcier. Je le ferai avec d’autant plus de plaisir que j’ai la plus grande estime pour le talent de M. Dukas. »
Le concert, dirigé par Camille Chevillard, est fixé au 19 février 1899. Dukas assiste à la soirée, et lui consacre un article le 25 février suivant dans La Chronique des Arts et de la Curiosité. Il se limite cependant « à constater que Camille Chevillard et son magnifique orchestre ont réalisé avec un art incomparable et un zèle artistique dont (il est) heureux de leur témoigner sa reconnaissance, toutes les intentions de l’auteur. »
Ary Renan, écrivain et fils d’Ernest Renan, signe un post-scriptum :
« Notre collaborateur et ami Paul Dukas, en sa grande modestie, ne dit pas à nos lecteurs qu’un succès unanime a accueilli l’audition de L'Apprenti sorcier. Il ne leur dit pas non plus l’intérêt musical que les meilleurs critiques ont relevé de son scherzo orchestral. »
Dukas avait dû en effet saluer le public qui l’acclamait et la presse, largement représentée cette fois, fera connaître l’ouvrage.
Camille Chevillard dirigera L'Apprenti sorcier 16 fois en 15 ans.

### La création deLa Merde Claude Debussy
À la première audition publique (10 octobre 1905 à Paris), la « grande nouveauté » de l’œuvre de Claude Debussy n’a pas été appréciée tout de suite. On raconte même que pendant les répétitions, certains musiciens de l’Orchestre Lamoureux qui n’aimaient pas leurs partitions avaient fait des bateaux en papier avec les partitions et les faisaient "naviguer" en les poussant du pied sur le plancher en bois de la salle de concert.
La Mer de Debussy s'est toutefois vite imposée comme l'une des partitions majeures du XXe siècle. Paul Dukas, présent à la première, dira :
« Il est difficile de nier que jamais l'auteur [Claude Debussy] n'a fait preuve de virtuosité technique. Comme présentation de sa manière, c'est aussi parfait que L'Après-midi d'un faune ou les Nocturnes, plus parfait même à certains égards. »

## 1920-1928 Paul Paray
Paul Paray a 37 ans lorsqu’il arrive à la tête des Concerts Lamoureux. Il représente une nouvelle réalité des orchestres associatifs : il faut jouer plus qu’avant, car les subventions se font plus rares, et ce avec moins de répétitions. L’Orchestre se produit le samedi et le dimanche après-midi, avec un programme presque identique. Ces concerts sont le lieu de rendez-vous de nombreux artistes : Mallarmé y est observé en cachette par Claude Debussy et ses amis, Marcel Proust (il raconte ses sorties aux Concerts Lamoureux dans À la recherche du temps perdu), Paul Dukas, Gabriel Fauré, André Messager, Maurice Ravel, etc.
Paul Paray invite de nombreux artistes, dont Yehudi Menuhin, qui donne son premier concert à la Salle Pleyel en 1927 accompagné par les Concerts Lamoureux. Le 19 février 1927, il envoie une lettre à l’Orchestre :
« Mes chers amis,
Je ne peux pas exprimer toute ma gratitude et particulièrement à Monsieur Paray pour le plaisir que m’a fait cette belle plaque, souvenir de mon premier concert à Paris, j’en garderai le souvenir toute ma vie.
J’espère que quand je reviendrai à Paris dans quelques années, j’aurai le plaisir de jouer avec vous une autre fois.
Votre ami,
Yehudi Menuhin »
Paul Paray continue l’œuvre de ses prédécesseurs en créant les musiques de Schmitt, Ibert (Escales, 6 janvier 1924, Concerto pour violoncelle, 1926, avec M. Maréchal), Canteloube, Migot, Samazeuilh, Aubert, Rivier. Cependant il ne s’agit plus réellement d’avant-garde musicale, alors représentée par les Six, Stravinsky ou l’École de Vienne. L’Orchestre Lamoureux s’affirme plutôt dans le répertoire qu’il maîtrise à présent : la musique française de la fin du XIXe au début du XXe siècle.
En parallèle, Paul Paray développe une nouvelle activité des orchestres de l’époque : le disque. Dès le début des années 1920, Camille Chevillard et lui enregistrent des pages maîtresses du répertoire : le Prélude à l'après-midi d'un faune de Debussy, Danses polovtsiennes de Borodine, et l’Ouverture de Tannhäuser de Wagner.

## 1928-1934 Albert Wolff

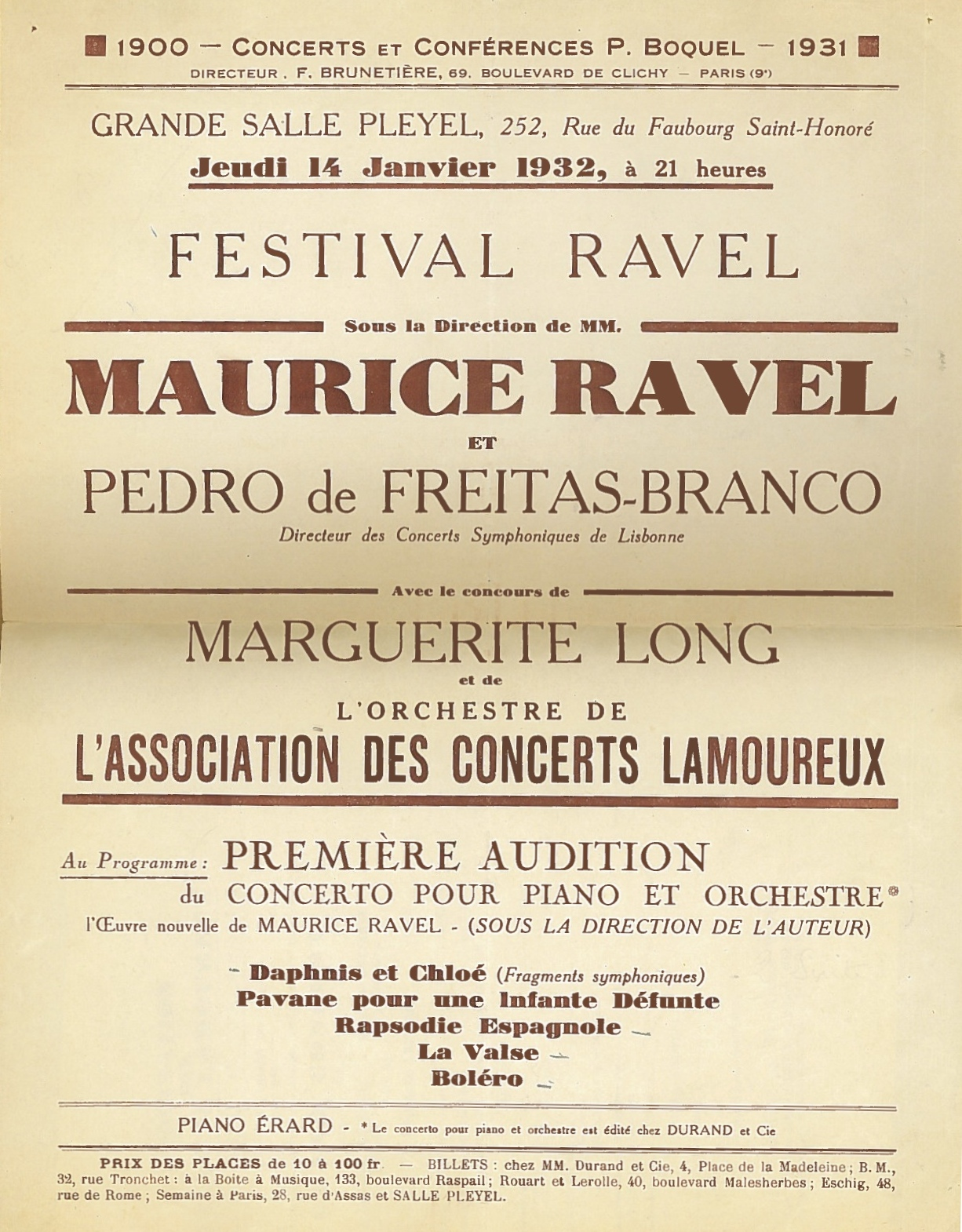
Affiche de la première audition du Concerto en sol de Maurice Ravel, avec l'Orchestre Lamoureux et Marguerite Long au piano (archives de l'association)

En 1928, Paul Paray accepte la succession de Gabriel Pierné aux Concerts Colonne, et est remplacé par Albert Wolff, de deux ans son aîné. En partie à cause de la multiplication des orchestres spécialisés en matière de musique contemporaine (Concerts Golschmann, Straram, Siohan, Poulet ou la Radio), Albert Wolff doit faire face à une réalité de plus en plus difficile. Il continue de faire enregistrer l’Orchestre, gravant des œuvres à succès mais aussi des musiques moins connues de Mehul, Rabaud, Dupont, de Falla, Prokofiev ou Roussel. Les créations les plus emblématiques de cette époque sont signées Ravel (qui les dirigent pour la plupart) : le Menuet antique (1930), et le Concerto en Sol (14 janvier 1932, avec Marguerite Long). Ce dernier enregistre également avec l’Orchestre Le Boléro en 1932, après en avoir créé la version concert le 11 janvier 1930. On raconte d’ailleurs que lors de la première orchestrale de l’œuvre de Ravel, une dame cramponnée à son fauteuil s’écria : « Au fou ! Au fou ! », ce que le compositeur commenta en disant : « Celle-là, elle a compris ! »
Après avoir dirigé un cycle de grandes symphonies françaises (Chausson, Franck, d’Indy, Roussel, Dukas, Le Flem et Saint-Saëns), Albert Wolff présente également la 4e Symphonie de Mahler à un public un peu déconcerté.
Maurice Ravel compose son Concerto pour piano en Sol majeur à la fin des années 1920. Il confie à Marguerite Long, à qui il avait proposé de jouer le concerto : « Je n’arrive pas à terminer mon concerto, aussi, j’ai résolu de ne plus dormir, mais plus une seconde. Mon ouvrage fini, alors je me reposerai dans ce monde… Ou dans l’autre. »
Maurice Ravel s’épuise à écrire son œuvre, mais aussi à en travailler la partie soliste, car il souhaite l’interpréter lui-même pour la création. Mais son niveau pianistique l’en empêche, et c’est Marguerite Long qui jouera le soir du 14 janvier 1932, tandis que le compositeur dirige.
La célèbre pianiste raconte que la Salle Pleyel était pleine à craquer. Il n’y avait plus une place depuis huit jours, et un critique de Paris Soir put dire : « L’auteur des Valses nobles et sentimentales peut se vanter légitimement d’avoir donné leur sens à tous les strapontins. »
La direction de Ravel est pourtant incertaine : il suit sur une épreuve de la partie piano… Mais le troisième mouvement est bissé, comme presque toutes les fois où l’œuvre sera jouée lors de tournée européenne que Marguerite Long et Ravel entameront ensuite.
Cette dernière résume ainsi le Concerto en Sol :
« Chef-d’œuvre authentique où la fantaisie, l’humour, le pittoresque sertissent une des plus touchantes cantilènes qu’ait jamais murmurée le cœur humain, il tient peut être sa plus grande séduction d’un ensemble de qualités qui en font une œuvre essentiellement de chez nous. Placer les trouvailles harmoniques, rythmiques et mélodiques les plus originales dans le cadre le plus traditionnel, éveiller les multiples secteurs de notre sensibilité d’une touche discrète et réservée, parler un langage nouveau dans l’ombre tutélaire d’un Mozart et d’un Bach, évoquer et suggérer sans jamais imposer, cacher toujours avec pudeur son propre personnage et bâtir le tout avec une constante et stupéfiante perfection, c’était donner à la musique une œuvre absolument française. »

## 1934-1951 Eugène Bigot
Lorsqu’en 1934, Albert Wolff quitte les Concerts Lamoureux pour la direction des Concerts Pasdeloup, sa succession s’avère difficile. Une transition d’un an est nécessaire, les chefs Bigot, Münch, Morel et Fourestier se partageant la baguette. À l’automne 1935, c’est finalement Eugène Bigot qui est élu président-chef d’orchestre. Il combine en effet une grande expérience du travail d’orchestre, et une grande compréhension à l’égard des instrumentistes dont la situation se détériore jour après jour.
Bigot reprend la politique de Paul Paray en matière de musique contemporaine : peu de révélations spectaculaires mais la recherche d’un répertoire adapté au public. Les Concerts Lamoureux jouent alors les œuvres Schmitt, désormais l’un de ses auteurs de prédilection, mais aussi de Tomasi, Rivier, Hubeau et Poulenc. En revanche, les disques réalisés à cette époque sont rares, la guerre interrompant presque totalement cette activité.

## 1951-1957 Jean Martinon
Après seize années de présidence, Bigot est remplacé en 1951 par Jean Martinon. La Seconde Guerre mondiale a modifié la structure des Concerts Lamoureux : le public est moins nombreux, les concerts du samedi ont disparu, et seule une politique commerciale peut permettre de relancer les activités de l’Orchestre. C’est ainsi qu’apparaissent un peu partout dans les associations musicales des « festivals » Beethoven ou Wagner. La Radio joue le répertoire contemporain, et les orchestres, notamment les Concerts Lamoureux, se réservent le répertoire romantique, avec des incursions parmi les valeurs sûres du XXe siècle, comme Bartók et Prokofiev.
Les musiciens de l’orchestre sont contraints d’appartenir à plusieurs formations, car la rémunération est symbolique. Les dépenses sont tournées vers les chefs et les solistes, pour s’assurer des programmations de qualité. C’est également le moment où l’autogestion, pratiquée depuis la mort de Lamoureux, devient une réalité : les musiciens sont représentés par un comité élu parmi eux, dont l’importance se fait davantage sentir dans les orientations générales de l’association.
Compositeur de trois symphonies, d’un opéra Hécube et de plusieurs autres œuvres de qualité, Jean Martinon lia son destin à celui de l’Orchestre en mettant particulièrement en valeur les grands maîtres français de Berlioz à Roussel, sans oublier la musique contemporaine.

## 1957-1962 Igor Markevitch, chef emblématique

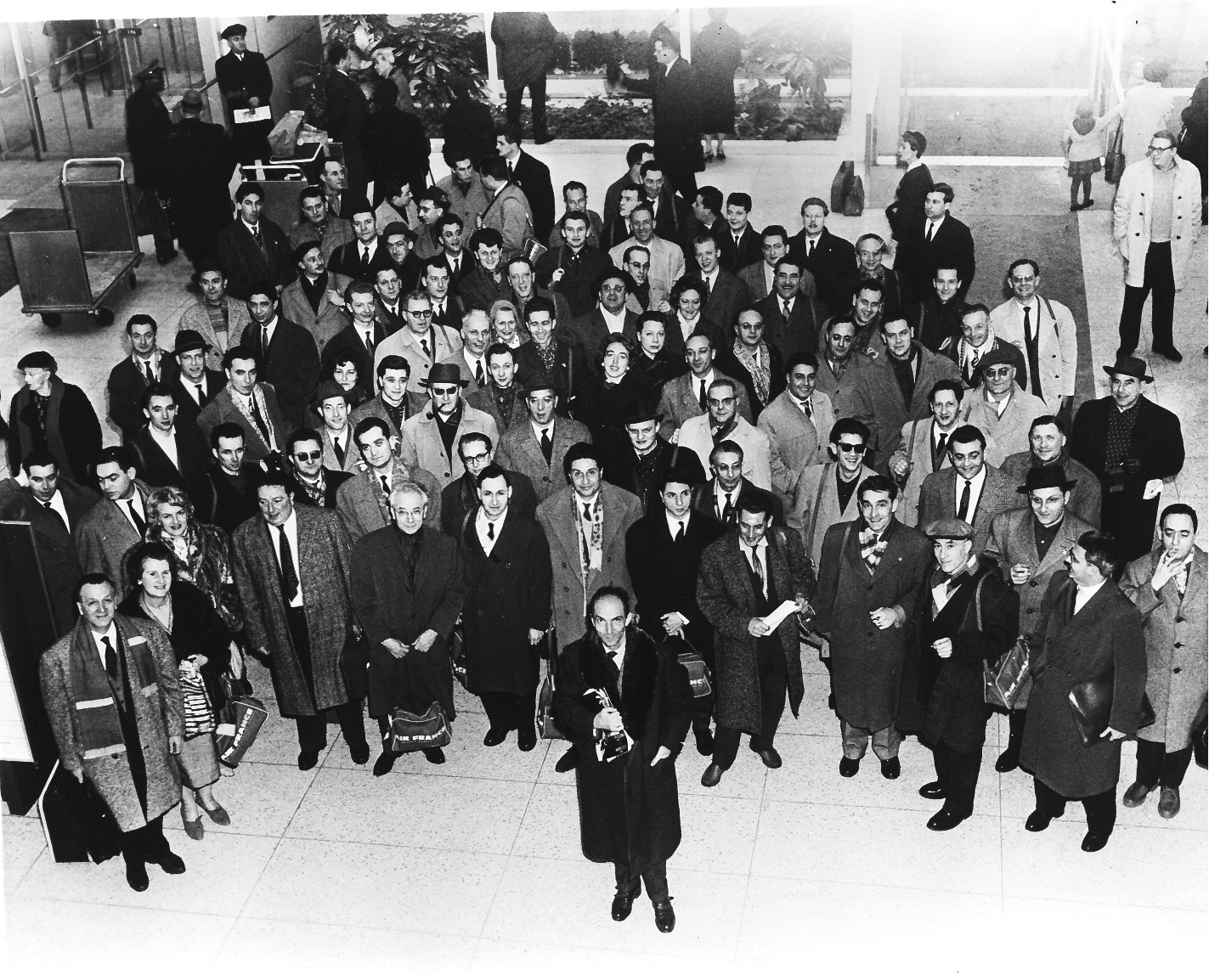
Igor Markevitch et les musiciens de l'Orchestre Lamoureux en tournée aux États-Unis

À l’automne 1957, Georges Auric est élu président, et Igor Markevitch chef permanent.
Ce dernier hérite d’un orchestre de qualité, connu sur le territoire national et international. Il a au cours des années acquis un public qui assiste à ses concerts pour les musiciens et non plus pour les œuvres présentées. Markevitch profite de cette légitimité pour inscrire dans ses programmes de la musique russe méconnue, avec par exemple Une vie pour le tsar de Glinka (1957) (enregistrée pour la première fois par l’Orchestre). Il aborde également les Messes de Mozart, La Damnation de Faust de Berlioz, ou des œuvres oubliées du répertoire français, comme la Deuxième Symphonie de Gounod.
Il s’investit également dans le domaine de la musique contemporaine, en commandant une œuvre à Pierre Boulez (Doubles, 1958), et en créant le Concerto pour alto n.2 de Darius Milhaud avec Primrose (1958). Scherchen dirige Achorripsis de Xenakis et deux fragments inédits de Schönberg (1959). Hindemith conduit ses propres œuvres (1960), et les invités se nomment Bernstein, Fricsay, Maazel et Haitink…
Au printemps 1960, les Concerts Lamoureux partent en tournée aux États-Unis, pour une série de 25 concerts. La presse salue l’Orchestre Lamoureux comme l’ambassadeur de la musique française.
« La venue de l’Orchestre Lamoureux de Paris au Constitution Hall comptera parmi les plus remarquables évènements musicaux de cette saison. Cet orchestre rivalise avec les beaux ensembles que nous avons eu ici de Londres, Berlin, Amsterdam ou Vienne. » (The Washington Daily News)
« Tout dans cet orchestre est français : son raffinement, son agilité d’escrimeur, sa technique méticuleuse (…) l’exécution de la 2e suite de Daphnis et Chloé fut un brillant tour de force qui souleva dans l’auditoire des tonnerres d’applaudissements. » (New York World Telegram)
En 1961, l’Association des Concerts Lamoureux est reconnue d’utilité publique par l’État.

## 1962-1969 Jean-Baptiste Mari et André Jolivet
Entre 1962 et 1969, Jean-Baptiste Mari et André Jolivet succèdent à Igor Markevitch et Georges Auric. Mari est tubiste à l’Opéra, et connaît mieux que personne les conditions de travail des musiciens. Avec la réforme Landowski, ces derniers sont constamment forcés de choisir entre les concerts des orchestres qui les emploient principalement (l’Opéra, la Garde républicaine, ou la Radio) et ceux des associations dont ils sont membres. Ils doivent la priorité aux premiers, et ne peuvent donc pas assurer tous les concerts chez les Concerts Lamoureux. Face à cette situation, les orchestres respectaient habituellement la règle tacite de ne fixer aucune répétition aux heures de travail des associations. Mais peu à peu, les diverses contraintes de la vie musicale les obligent à oublier cette règle.
L’esprit associatif joue alors un rôle déterminant dans la survie des Concerts Lamoureux. Le sens des responsabilités qui se développe chez les musiciens, et le réel attachement qui les lie à leur association permettent de surmonter les difficultés et d’adapter son fonctionnement. Le Comité de l’Orchestre abandonne la politique de prestige, et part à la découverte d’un nouveau public, sollicité grâce à des questionnaires pour l’élaboration des programmes. Parallèlement, l’Orchestre accueille de jeunes chefs, et leur donne une chance de se faire connaître : Seiji Ozawa sera l’un d’eux.

## 1969-1991 Jean-Pierre Jacquillat et Jean-Claude Bernède, une période transitoire
De 1975 à 1977, Jean-Pierre Jacquillat est invité régulier de l’Orchestre, mais la notion de chef permanent est mise de côté depuis 1969. Elle sera remise en place avec les années 1990. En 1979, un nouveau poste est créé : celui de Conseiller artistique, inauguré par Jean-Claude Bernède. Le Président quant à lui est, depuis 1972, le doyen de l’association.
En 1970, l’Orchestre Lamoureux collabore avec Jacques Brel pour représenter Pierre et le Loup de Sergueï Prokofiev et Babar de Francis Poulenc, sous la direction de Jean Laforge. Pendant les répétitions, le chanteur interviewé par Claude Samuel dira que si « les gestes, les mouvements sont en noir et blanc, la musique classique est la couleur. »
En 1972, l'orchestre enregistre au studio Barclay sous la baguette de Léo Ferré l'oratorio La Chanson du mal-aimé que ce dernier a composé dans les années 1950. Pour des raisons inconnues l'Orchestre Lamoureux ne sera pas crédité sur la pochette du disque commercialisé la même année.
La politique tenace des Concerts Lamoureux lui a permis de traverser les décennies, et à la veille de leur centième anniversaire, la Ville de Paris leur accorde une subvention publique (1976). Le 1 000e concert de l’Orchestre Lamoureux est dirigé par Bernède à la Salle Pleyel, le 27 février 1991.

## 1991-1993 Valentin Kojin
Valentin Kojin assure à partir de 1991 un bref mandat. Né à Leningrad, diplômé des Conservatoires de Leningrad et de Moscou, Valentin Kojin commence sa carrière internationale en 1975 avec une tournée aux États-Unis avec l’Orchestre Philharmonique de Stockholm. Titulaire du premier prix du concours de chef d’orchestre d’URSS, du prix Artisus de Budapest et du prix Glinka de l’État soviétique, il quitte en 1989 son poste au Théâtre Maly de Leningrad pour s’installer en France, où il dirige l’Orchestre National, l’Orchestre de Radio France, de Lille, de Paris. Il est finalement nommé chef principal de l’Orchestre Lamoureux en 1991, et y restera jusqu’à sa mort en 1993.

## 1993-2011 Yutaka Sado, le renouveau de l'Orchestre Lamoureux
Valentin Kojin est alors remplacé par le japonais Yutaka Sado, plus jeune chef de l’histoire de l’Orchestre. Assistant de Leonard Berstein à partir de 1988, il part pour une tournée mondiale avec le London Symphony Orchestra, à Londres, Paris et au Japon. Yutaka Sado croise aussi Seiji Ozawa au festival en plein air de Tanglewood. Tous les trois, Leonard Bernstein, Seiji Ozawa et Yutaka Sado, ont dirigé pour la première fois à Paris aux Concerts Lamoureux. Contacté par le hautboïste Didier Costarini, Yutaka Sado est nommé Chef Invité Privilégié en janvier 1993.
Yutaka Sado présentent des répertoires éclectiques, associant des œuvres classiques connues et reconnues avec des œuvres du XXe siècle, parfois considérées comme de la variété. Il s’agissait pour lui d’accueillir un public nouveau et mélangé. Il résumait la chose de la manière suivante :
« En ce qui me concerne, j’aime bien manger, et manger des choses très variées dans un même repas. Des plats fins et délicats suivis d’autres épicés ou forts en goût ! En musique c’est la même chose. J’aime écouter ou jouer des œuvres contemplatives, profondes, ou dramatiques, dont l’écriture est très élaborée, structurée, puis passer à des choses beaucoup plus légères, dans l’exécution comme dans l’écoute, cela ne retire rien de leur qualité ! »

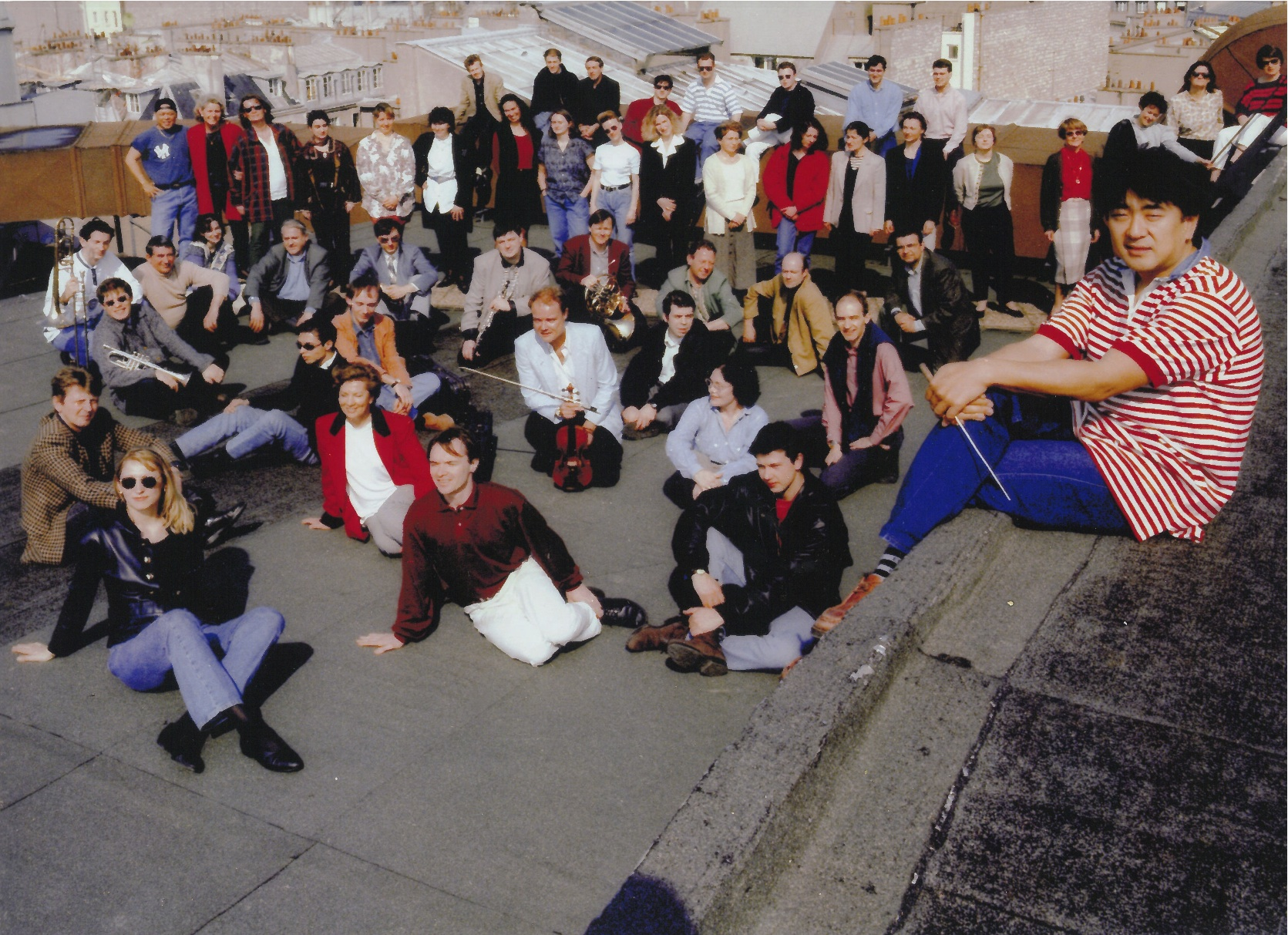
Yutaka Sado et les musiciens de l'Orchestre Lamoureux sur le toit de la Salle Pleyel.

À l’époque de Yutaka Sado, le conseil d’administration, qui assure la direction artistique de l’Orchestre, développe le concept de « classique alternatif » : il inaugure par exemple les « leçons de musique », qui sont de véritables cours de direction avant les concerts… Dans cette idée de désacraliser la musique classique, il met en place les concerts pédagogiques Zizic Maestro!, une formule interactive et ludique qui, avec l’aide de 1 ou 2 comédiens et 7 ou 8 musiciens, place le public au cœur du processus de création, leur donnant par exemple l’opportunité de choisir quelle interprétation ils préfèrent.
Il réinvente le concept du concert : le 12 octobre 1997, c’est un concert-marathon qui est organisé à la Salle Pleyel par l’Orchestre Lamoureux. Douze heures de musique non-stop, ouvertes par la Symphonie Fantastique de Berlioz à 10h30 et closes par Le Boléro de Ravel à 22h30.
Enfin, l’Orchestre collabore avec de nombreux artistes : Rokia Traoré, Agnès Jaoui, Keren Ann, le label Naïve Jazz, Les Rita Mitsouko, Jean-Philippe Collard…
En 2006-2007, l’Orchestre organise une master-class de chef d’orchestre animée par Yutaka Sado et invite la saison suivante les deux lauréats, Aurélien Azan Zielinski et Déborah Waldman, à le diriger.
L’Orchestre redémarre également sa production discographique, après 25 ans de silence. Parmi ses enregistrements notables, on peut noter la musique de Jacques Ibert (Naxos), de Maurice Ravel et Emmanuel Chabrier (Erato/Warner), ou encore de Eric Satie (Erato).
C’est aussi pendant la direction de Yutaka Sado que l’Orchestre Lamoureux quitte les locaux de la Salle Pleyel après 60 ans de résidence, cette dernière étant vendue à un particulier en 1999. L’Orchestre entre alors en résidence au Théâtre des Champs-Élysées, et continue sa programmation grâce au Mécénat Musical de la Société Générale, puis à celui de Grant Thornton à partir de la saison 2005-2006.
Le concert anniversaire des 120 ans de l’Orchestre, le 30 septembre 2001, rassemble des invités prestigieux tels que Didier Lockwood, Richard Galliano, Bernard Lavilliers, William Sheller et Michel Fugain autour de Yutaka Sado.
« L’un des moments clef de l’histoire qui me lie à l’Orchestre fut le concert des 120 ans, en 2001. Ce concert fut exceptionnel. D’abord parce qu’il marquait le début de la très importante aide financière et humaine que nous apporte Mécénat Musical Société Générale. Ce jour-là, après un programme de musique française, et un plateau chargé d’invités du monde du jazz et de la chanson, l’Orchestre accepta une de mes idées farfelues : jouer Le Boléro de Ravel… à l’envers, de la fin au début ! Nous nous sommes vraiment amusés, et le public applaudissait à tout rompre. À la fin du concert, à l’extinction des lumières, le public applaudissait toujours, et lorsque le plateau a de nouveau été éclairé, tout le monde était sur scène, les musiciens qui avaient participé au concert, ainsi que tous les Lamoureux qui n’avaient pas pu jouer, les solistes, les régisseurs, l’équipe administrative… Nous nous tenions tous là, sur scène, bras dessus bras dessous, fiers d’être tous ensemble et de partager cet instant. Je n’ai jamais rien vécu de pareil. »
Les dix sept ans de direction de Yutaka Sado, record de longévité, s’achèvent en 2011, lors du cent trentième anniversaire de l’Orchestre Lamoureux. Cette même année, Yutaka Sado réalise son rêve et dirige l’Orchestre philharmonique de Berlin.

## 2011-2015 Fayçal Karoui

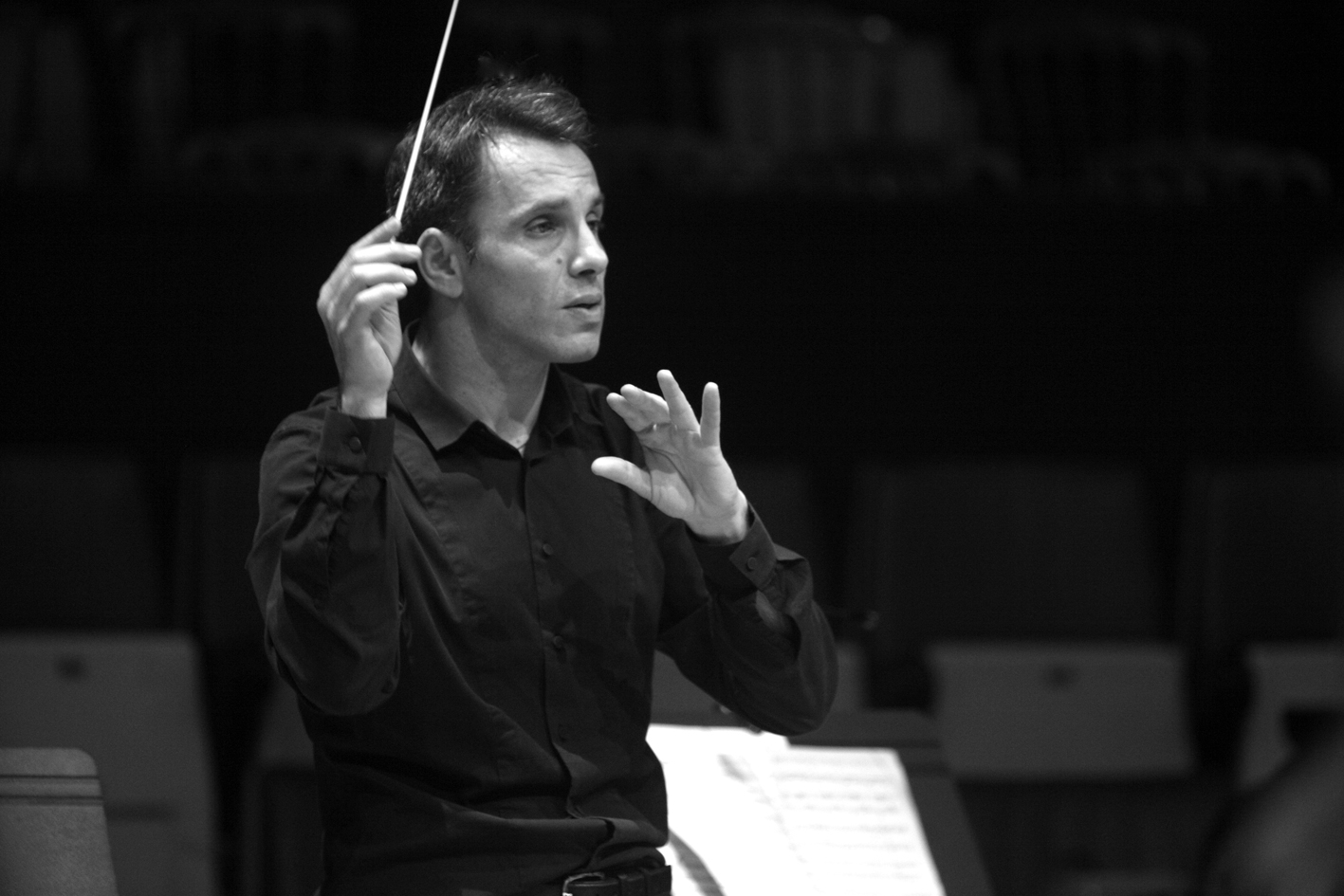
Portrait de Fayçal Karoui dirigeant l'Orchestre Lamoureux)

Contacté par Bernadette Gardey (alors violon solo de l’Orchestre), Fayçal Karoui est nommé en 2011 directeur musical de l’Orchestre Lamoureux et en juin 2013 président de l'association par les musiciens titulaires. Fayçal Karoui réalisera sa dernière saison à la tête de l'Orchestre en 2014-2015.
Fayçal Karoui anime également l’Orchestre de Pau Pays de Béarn depuis sa fondation en 2002 et a assuré la direction musicale du New York City Ballet de 2006 à 2011.
Né à Paris en 1971, il obtient en 1997 son premier prix de direction d’orchestre au Conservatoire national supérieur de musique et de danse de Paris, ainsi que l’entrée en classe de perfectionnement.
La bourse "Aida" lui permet alors de travailler comme assistant de Michel Plasson à l’Orchestre national du Capitole de Toulouse, poste qu’il occupe jusqu’en 2002. Cette collaboration l’amène à diriger les œuvres du répertoire français.
Sous sa direction, l’Orchestre Lamoureux s'est placé sous le signe de la musique française, donnant au public à réentendre les œuvres dont l’Orchestre est le créateur (Le Boléro de Ravel, La Mer de Debussy, España de Charbier, L'Apprenti sorcier de Dukas, etc.) La programmation fait aussi la part belle aux compositeurs contemporains (Thierry Escaich, Guillaume Connesson, Henri Dutilleux, Pascal Zavaro), invités à déployer les passerelles entre hier, aujourd’hui et demain.
Fayçal Karoui développe le rapprochement avec les spectateurs, il les invite à le rencontrer avant chaque concert, en compagnie du compositeur invité, pour leur présenter le programme qu’ils vont entendre. Pendant le concert, il leur donne des clefs d’écoute sur l’œuvre de musique nouvelle. Grâce à Christophe Girard, maire du IVe arrondissement de Paris, l’Orchestre Lamoureux est accueilli en résidence pour des répétitions dans la Salle des fêtes de la mairie, la résidence permettant notamment de développer les occasions de rencontres entre les musiciens et les habitants de cet arrondissement.
L’un de ses souhaits pour l’Orchestre est la création du Chœur Lamoureux, un chœur composé de choristes amateurs confirmés. Il propose à Patrick Marco, aussi directeur musical de la Maîtrise de Paris et directeur du Conservatoire de Puteaux, d’en assurer la direction. Ainsi, dès le mois de septembre 2012, le Chœur Lamoureux, sous la direction de Patrick Marco, commence ses premiers pas vers des évènements musicaux inédits.
L’Orchestre et le Chœur Lamoureux donnent cette saison-là l’opéra Pénélope de Gabriel Fauré au Théâtre des Champs-Élysées le 20 juin 2013 (en compagnie des solistes Roberto Alagna, Anna Caterina Antonacci ou Vincent Le Texier) ou encore le Grand Concert de Noël de Radio Classique à la Salle Pleyel le 20 décembre 2012.
Et parmi les concerts événements de l'orchestre, il y a la série de 30 concerts à La Folle Journée 2013 à Nantes et au Japon que l’Orchestre et son chef ont pu réaliser grâce à René Martin.

## 2018 - 2019 Michel Plasson, Chef d'honneur de l'Orchestre Lamoureux

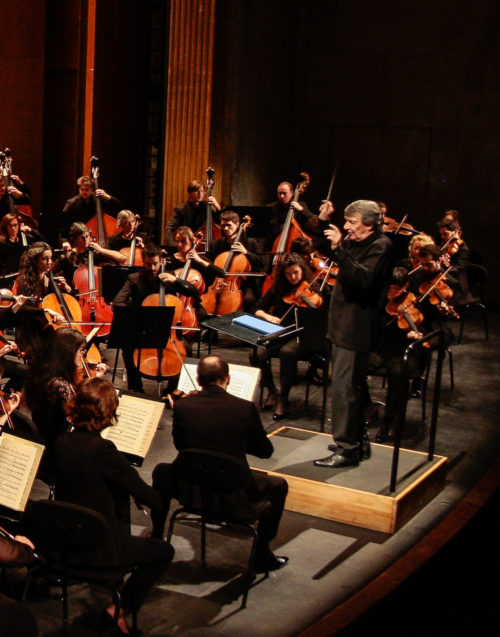
Michel Plasson dirigeant l'Orchestre Lamoureux lors du concert "Centenaire Debussy" le 25 mars 2018 au Théâtre des Champs-Elysées. Crédit photo : Chloé Signès

À la suite du concert hommage « Centenaire Debussy », le 25 mars 2018 au Théâtre des Champs-Élysées, l’Association des Concerts Lamoureux et Michel Plasson décident de  travailler en étroite collaboration. Nommé en début de saison 2018-2019, Michel Plasson rejoint la programmation de l’Orchestre à partir de la saison 2019-2020.

## Chefs principaux
- Charles Lamoureux (1881-1899)
- Camille Chevillard (1897-1923)
- Paul Paray (1923-1928)
- Albert Wolff (1928-1934)
- Eugène Bigot (1935-1950)
- Jean Martinon (1951-1957)
- Igor Markevitch (1957-1961)
- Jean-Baptiste Mari (1961-1979)
- Jean-Claude Bernède (1979–1991)
- Valentin Kojin (1991–1993)
- Yutaka Sado (1993–2011)
- Fayçal Karoui (2011-2015)
- Adrien Perruchon (2021-)

## Principales créations
| Compositeur        | Œuvre                                      | Année de création avec l'Orchestre Lamoureux |
| ------------------ | ------------------------------------------ | -------------------------------------------- |
| AMY Gilbert        | Refrains                                   | 1972                                         |
| BOULANGER Lili     | Deux psaumes                               | 1923                                         |
| BOULEZ Pierre      | Doubles                                    | 1958                                         |
| CANTELOUBE Joseph  | Chants d'Auvergne                          | 1924                                         |
| CAPLET André       | Prières                                    | 1922                                         |
| CHABRIER Emmanuel  | España                                     | 1883                                         |
| CHABRIER Emmanuel  | La Sulamite                                | 1885                                         |
| CHABRIER Emmanuel  | Joyeuse Marche                             | 1890                                         |
| CHABRIER Emmanuel  | Briséïs                                    | 1897                                         |
| CHABRIER Emmanuel  | Bourrée fantasque                          | 1898                                         |
| CHAUMET William    | Lever du soleil                            | 1890                                         |
| CHAUSSON Ernest    | Viviane                                    | 1888                                         |
| CHAYNES Charles    | Peintures noires                           | 1975                                         |
| DUKAS Paul         | Ouverture pour Polyeucte                   | 1892                                         |
| DEBUSSY Claude     | Trois Nocturnes                            | 1901                                         |
| DEBUSSY Claude     | La Mer                                     | 1905                                         |
| DEBUSSY Claude     | L'Enfant prodigue                          | 1908                                         |
| DUBUGNON Richard   | Conte des escargots                        | 2004                                         |
| DURUFLE Maurice    | Messe cum Jubilo                           | 1966                                         |
| FAURE Gabriel      | Pavane                                     | 1888                                         |
| FAURE Gabriel      | Dolly                                      | 1907                                         |
| FRANCK César       | Les Eolides                                | 1882                                         |
| IBERT Jacques      | Escales                                    | 1924                                         |
| IBERT Jacques      | Concerto pour violoncelle                  | 1926                                         |
| IBERT Jacques      | Symphonie marine                           | 1963                                         |
| D'INDY Vincent     | Saugefleurie                               | 1885                                         |
| D'INDY Vincent     | Le Chant de la cloche                      | 1886                                         |
| D'INDY Vincent     | Symphonie sur un chant montagnard français | 1887                                         |
| D'INDY Vincent     | Wallenstein                                | 1888                                         |
| D'INDY Vincent     | La forêt enchantée                         | 1891                                         |
| D'INDY Vincent     | Symphonie n.2                              | 1904                                         |
| D'INDY Vincent     | Fantaisie pour hautbois et orchestre       | 1888                                         |
| LADMIRAULT Paul    | Valse triste                               | 1934                                         |
| MAGNARD Albéric    | Symphonie n.3                              | 1904                                         |
| MAGNARD Albéric    | Hymne à Vénus                              | 1906                                         |
| MAGNARD Albéric    | Suite d'orchestre "dans le style ancien"   | 1890                                         |
| MIHALOVICI         | Esercizio per archi                        | 1962                                         |
| PIERNE Gabriel     | Paysages franciscains                      | 1924                                         |
| RAVEL Maurice      | Valses nobles et sentimentales             | 1912                                         |
| RAVEL Maurice      | La Valse                                   | 1920                                         |
| RAVEL Maurice      | Menuet antique                             | 1930                                         |
| RAVEL Maurice      | Le Boléro, version concert                 | 1930                                         |
| RAVEL Maurice      | Concerto en sol                            | 1932                                         |
| ROGER-DUCASSE Jean | Deux chœurs pour voix d'enfants            | 1910                                         |
| ROGER-DUCASSE Jean | Ulysse et les sirènes                      | 1937                                         |
| ROGER-DUCASSE Jean | Petite suite (version orchestrée)          | 1911                                         |
| ROGER-DUCASSE Jean | Variations plaisantes sur un thème grave   | 1906                                         |
| ROGER-DUCASSE Jean | Proses lyriques                            | 1922 - 1923                                  |
| ROPARTZ Guy        | Symphonie sur un choral breton             | 1903                                         |
| ROUSSEL Albert     | Psaume 80                                  | 1929                                         |
| SCHMITT Florent    | Le Palais Hanté                            | 1905                                         |
| SCHMITT Florent    | Musique en plein air                       | 1906                                         |
| SCHMITT Florent    | Rhapsodie viennoise                        | 1911                                         |
| SCHMITT Florent    | Rêves                                      | 1918                                         |
| THILLOY Pierre     | Exil, symphonie n°10                       | 2015                                         |
| TOURNEMIRE Charles | Symphonie n.4                              | 1914                                         |
| WAGNER Richard     | Lohengrin, version de concert              | 1887                                         |